# Moldova ved sommer-OL 2024
Moldova deltog i sommer-OL 2024 i Paris, Frankrig fra 26. juli til 11. august 2024.
Udøvere for Moldova vandt totalt fire medaljer.

## Medaljer
| 2024 Paris | Guld | Sølv | Bronze | Total |
| Moldova    | 0    | 1    | 3      | 4     |

### Medaljevinderne
| Moldova under sommer-OL 2024 i Paris | Moldova under sommer-OL 2024 i Paris | Moldova under sommer-OL 2024 i Paris | Moldova under sommer-OL 2024 i Paris | Moldova under sommer-OL 2024 i Paris |
| Medalje                              | Navn                                 | Sport                                | Event                                | Dato                                 |
| ------------------------------------ | ------------------------------------ | ------------------------------------ | ------------------------------------ | ------------------------------------ |
| Sølv                                 | Anastasia Nichita                    | Brydning                             | Damer –57 kg                         | 9. august                            |
| Bronze                               | Denis Vieru                          | Judo                                 | Herrernes –66 kg                     | 28. juli                             |
| Bronze                               | Adil Osmanov                         | Judo                                 | Herrernes –73 kg                     | 29. juli                             |
| Bronze                               | Serghei Tarnovschi                   | Kano og kajak                        | Men's C-1 1000 m                     | 9. august                            |